# 570'erne f.Kr.
Århundreder: 7. århundrede f.Kr. – 6. århundrede f.Kr. – 5. århundrede f.Kr.
Årtier: 620'erne f.Kr. 610'erne f.Kr. 600'erne f.Kr. 590'erne f.Kr. 580'erne f.Kr. – 570'erne f.Kr. – 560'erne f.Kr. 550'erne f.Kr. 540'erne f.Kr. 530'erne f.Kr. 520'erne f.Kr.
År: 579 f.Kr. 578 f.Kr. 577 f.Kr. 576 f.Kr. 575 f.Kr. 574 f.Kr. 573 f.Kr. 572 f.Kr. 571 f.Kr. 570 f.Kr.